# Obična firula
Obična firula (divlji komorač, lat. Ferula communis) je vrsta cvjetnice iz porodice štitarki (Apiaceae). Srodan je običnom komoraču (Foeniculum vulgare), koji pripada istoj porodici.
Ferula communis je visoka zeljasta višegodišnja biljka. Nalazi se u mediteranskim i istočnoafričkim šumama i grmljem. U antici je bio poznat kao laser ili narteks.

## Uporaba
Njegove mlade stabljike i cvatovi jeli su se u starom Rimu, a i danas se jedu u Maroku. Međutim, kulinarska upotreba ove vrste nije uvijek sigurna i može doći do trovanja. Na Sardiniji su identificirana dva različita kemotipa Ferula communis: otrovni (posebno za životinje poput ovaca, koza, goveda i konja) i neotrovna. Razlikuju se i u obrascima sekundarnih metabolita i u enzimskom sastavu.
Smola podvrste F. communis subsp. brevifolia se naziva amonijačna guma iz Maroka. 
Fenolni spoj ferulinska kiselina nazvan je po divovskom komoraču, iz kojeg se može izolirati.

### Ekstrakcija smole
Od davnina se smola vrste Ferula koristi u ljekovite svrhe. Smola, u obliku ljepljivog lateksa, obično se ekstrahirala iz donje stabljike ili korijena, pri čemu je korijenova smola bila najfinije kvalitete.
Tamo gdje se uzgajala smola divovskog komorača (Ferula communis), u korijenu se oštrim instrumentom probijala mala rupa, nakon što se uklonilo svo kamenje i zemlja koji su se prilijepili za goli korijen. Ispod korijena iskopan je mali rov, a na dno je postavljeno nekoliko glatkih i ravnih kamenja za skupljanje izlučene smole. Probijanje je bilo napravljeno dovoljno duboko u korijenu ili donjoj stabljici kako bi se osigurao stalan protok smole vlastitim pritiskom.
Smola se obično bralla u suhim i vrućim ljetnim mjesecima, kada vlaga i pare nisu mogle oštetiti smolu. Smola se stvrdnjava kada je izložena zraku, nakon čega mijenja boju u smeđecrvenu. Smola koja se izlučuje u zgrušanom, kapljastom obliku smatra se boljom od one koja se labavo slijeva.

### Kao sredstvo za kažnjavanje
U prošlosti su se štapovi i bičevi za disciplinske svrhe izrađivali od stabljika ferule. Švedski disciplinski alat koji se u prošlosti koristio u školama, färla, dobio je ime po tome.

### U mitologiji
U starogrčkoj mitologiji, Prometej je dao smrtnicima vatru sakrivši je u šuplju stabljiku ove biljke. Osim toga, tijekom klasičnog razdoblja, štap izrađen od Ferula communis nazvan Tirs (starogrčki: θύρσος) nosili su Dionizovi poklonici i koristili su ga na helenskim svetkovinama i vjerskim ceremonijama.

## Podvrste
Ferula communis ima 5 podvrsta:
- Ferula communis subsp. brevifolia (Link ex Schult.) Elalaoui ex Dobignard – Kanarski otoci i sjeverozapadna Afrika
- Ferula communis subsp. cardonae Sánchez-Cux. & M.Bernal Sánchez-Cux. & M.Bernal – Balearski otoci i Sicilija
- Ferula communis subsp. catalaunica (Pau) Sánchez-Cux. & M.Bernal (Pau) Sánchez-Cux. & M.Bernal – sjeveroistočna i istočna Španjolska
- Ferula communis subsp. communis – od Mediterana do Arapskog poluotoka i Tanzanije
- Ferula communis subsp. linkii (Webb) Reduron & Dobignard – Kanarski otoci

## Vanjske poveznice
- Obična firula. The Encyclopedia of Life